# Miles Davis Volume 1
Miles Davis Volume 1 und Miles Davis Volume 2 sind zwei Jazz-Alben von Miles Davis. Es waren die ersten beiden 12-Zoll-Langspielplatten von Blue Note Records. Sie wurden 1955 unter den Nummern BLP 1501 und 1502 veröffentlicht.
Nach Ansicht von Scott Yanow bilden sie einen Start- und frühen Höhepunkt der Hardbop-Entwicklung.

## Entstehungs- und Aufnahmegeschichte
Davis spielte für das Jazzlabel Blue Note insgesamt drei Sessions ein, am 9. Mai 1952, am 20. April 1953 und am 6. März 1954. Diese Aufnahmen erschienen zunächst auf den 10-Zoll-Platten: Young Man With A Horn (BLP 5013, 1952), Miles Davis, Vol. 2 (BLP 5022, 1953) und Miles Davis, Vol. 3 (BLP 5040, 1954). Die auf den drei 10-Zoll-Platten veröffentlichten Titel wurden (mit einigen „Alternate Takes“) auf den beiden 12-Zoll-Platten wieder veröffentlicht. 
Die drei Aufnahmensitzungen dokumentieren stufenweise die künstlerische Entwicklung des Trompeters: Während die Session vom Mai 1952 noch Mainstream Jazz bietet, „der sich durch völlig risikolose Konzeption auszeichnet, mit dem Miles den Eindruck vermittelt, musikalisch wieder Boden unter die Füße bekommen zu wollen“, wagt der Trompeter 1954, nun von seiner Drogensucht geheilt und glänzender Spiellaune, mit der „wohl aufregendsten Rhythmusgruppe der damaligen Szene, mit Art Blakey und Percy Heath, und dem neuen ‚Pianokometen‘ Horace Silver“, den Sprung in die Quartettbesetzung, indem er auf einen weiteren Bläser verzichtet. Die letzten sechs Aufnahmen dokumentieren so den „Schlusspunkt einer musikalischen Entwicklung, an der Miles Davis – der Boptradition entwachsen und befreit von allen Cool-Manierismen – als eigenständiger, sparsam intonierender Solist und eindrucksvoller Improvisator mit organischem Notenaufbau aufwartet.“ „Besonders das traumsichere Zusammenspiel von Miles und Horace Silver bei Titeln wie ‚Weirdo‘, ‚Take-Off‘ und ‚The Leap‘ verdeutlichen dies. Dessen starke linkshändige Bluesharmonik und fast eckig sparsame Ornamentik ergänzen sich auf kommunikative Weise mit dem Davis-Sound“, so Davis-Biograph Peter Wießmüller in seiner Besprechung der Session.
Aus dem Rahmen   fällt die Ballade „It Never Entered My Mind“ heraus, die in einem unerhört sanften Ton gehalten wird. Sie nimmt Miles Davis’ spätere Entwicklung voraus, mit einem Sound der an Chet Baker erinnert. Auch Silver begleitet hier Davis mit einem samtigen Klangteppich; ein Stil, der von ihm später fast nicht mehr zu hören sein wird.

## Editionsgeschichte
10-Zoll-LPs
| Young Man With A Horn BLP 5013 | Miles Davis, Vol. 2 BLP 5022 | Miles Davis, Vol. 3 BLP 5040                                                                                 |
| --- | --- | --- |
| Dear Old Stockholm | Kelo | Take Off |
| Chance It | Enigma | Lazy Susan                                                                                                   |
| Donna | Ray’s Idea | The Leap |
| Woody’n You | Tempus Fugit | Well, You Needn’t                                                                                            |
| Yesterdays | C.T.A. | Weirdo |
| How Deep Is The Ocean? | I Waited For You | It Never Entered My Mind                                                                                     |
| | | |
| Besetzung: Miles Davis (tp), J. J. Johnson (trb, 1–4), Jackie McLean (as, 1–4), Gil Coggins (p), Oscar Pettiford (b), Kenny Clarke (dr) | Besetzung: Miles Davis (tp), J. J. Johnson (trb, 1–5), Jimmy Heath (ts, 1–5), Gil Coggins (p), Percy Heath (b), Art Blakey (dr) | Besetzung: Miles Davis (tp), Horace Silver (p), Percy Heath (b), Art Blakey (dr)                             |
| Aufgenommen in den WOR Studios, New York, am 9. Mai 1952. Im selben Jahr veröffentlicht.                                                | Aufgenommen in den WOR Studios, New York, am 20. April 1953. Im selben Jahr veröffentlicht.                                     | Aufgenommen im Rudy Van Gelder Studio, Hackensack (New Jersey), 6. März 1954. Im selben Jahr veröffentlicht. |

12-Zoll-LPs, 1955 veröffentlicht
|   | Miles Davis, Vol. 1 BLP 1501                                | Miles Davis, Vol. 2 BLP 1502                                    |
| - | ----------------------------------------------------------- | --------------------------------------------------------------- |
| A | Tempus Fugit                                                | Take Off                                                        |
| A | Kelo                                                        | Weirdo                                                          |
| A | Enigma                                                      | Woody’n You                                                     |
| A | Ray’s Idea                                                  | I Waited For You                                                |
| A | How Deep Is The Ocean?                                      | Ray’s Idea „Alternate Take“ von der Session am 20. April 1953   |
| A | C.T.A. „Alternate Take“ von der Session am 20. April 1953   | Donna                                                           |
| B | Dear Old Stockholm                                          | Well, You Needn’t                                               |
| B | Chance It                                                   | The Leap                                                        |
| B | Yesterdays                                                  | Lazy Susan                                                      |
| B | Donna „Alternate Take“ von der Session am 9. Mai 1952       | Tempus Fugit „Alternate Take“ von der Session am 20. April 1953 |
| B | C.T.A.                                                      | It Never Entered My Mind                                        |
| B | Woody’n You „Alternate Take“ von der Session am 9. Mai 1952 |                                                                 |

CDs
1988 brachte Blue Note Volume 1 (Complete 1st And 3rd Sessions On Blue Note) neu sortiert heraus; 1990 folgte Volume 2 (Complete 2nd Session On Blue Note).
| Miles Davis, Vol. 1 (Complete 1st And 3rd Sessions On Blue Note) Blue Note CDP 7 81501-2 | Miles Davis, Vol. 1 (Complete 1st And 3rd Sessions On Blue Note) Blue Note CDP 7 81501-2 | Miles Davis, Vol. 1 (Complete 1st And 3rd Sessions On Blue Note) Blue Note CDP 7 81501-2 |
| Titel                                                                                    | Länge                                                                                    | Autor                                                                                    |
| ---------------------------------------------------------------------------------------- | ---------------------------------------------------------------------------------------- | ---------------------------------------------------------------------------------------- |
| Dear Old Stockholm                                                                       | 4:12                                                                                     | Stan Getz, Traditional                                                                   |
| Chance It                                                                                | 3:03                                                                                     | Oscar Pettiford                                                                          |
| Donna                                                                                    | 3:13                                                                                     | Jackie McLean                                                                            |
| Woody’n You                                                                              | 3:25                                                                                     | Dizzy Gillespie                                                                          |
| Yesterdays                                                                               | 3:45                                                                                     | Jerome Kern Otto Harbach                                                                 |
| How Deep Is The Ocean?                                                                   | 4:38                                                                                     | Irving Berlin                                                                            |
| Chance It „Alternate Take“ der Session vom 9. Mai 1952                                   | 2:55                                                                                     | Oscar Pettiford                                                                          |
| Donna „Alternate Take“, schon auf der BLP 1501                                           | 3:11                                                                                     | Jackie McLean                                                                            |
| Woody’n You „Alternate Take“, schon auf der BLP 1501                                     | 3:23                                                                                     | Dizzy Gillespie                                                                          |
| Take Off                                                                                 | 3:40                                                                                     | Miles Davis                                                                              |
| Lazy Susan                                                                               | 4:02                                                                                     | Miles Davis                                                                              |
| The Leap                                                                                 | 4:31                                                                                     | Miles Davis                                                                              |
| Well, You Needn’t                                                                        | 5:23                                                                                     | Thelonious Monk                                                                          |
| Weirdo                                                                                   | 4:45                                                                                     | Miles Davis                                                                              |
| It Never Entered My Mind                                                                 | 4:02                                                                                     | Richard Rodgers Lorenz Hart                                                              |

| Miles Davis, Vol. 2 (Complete 2nd Session On Blue Note) Blue Note CDP 7 81502-2 | Miles Davis, Vol. 2 (Complete 2nd Session On Blue Note) Blue Note CDP 7 81502-2 | Miles Davis, Vol. 2 (Complete 2nd Session On Blue Note) Blue Note CDP 7 81502-2 |
| Titel                                                                           | Länge                                                                           | Autor                                                                           |
| ------------------------------------------------------------------------------- | ------------------------------------------------------------------------------- | ------------------------------------------------------------------------------- |
| Kelo                                                                            | 3:17                                                                            | J. J. Johnson                                                                   |
| Enigma                                                                          | 3:22                                                                            | J.J. Johnson                                                                    |
| Ray’s Idea                                                                      | 3:43                                                                            | Gil Fuller, Ray Brown                                                           |
| Tempus Fugit                                                                    | 3:50                                                                            | Bud Powell                                                                      |
| C.T.A.                                                                          | 3:33                                                                            | Jimmy Heath                                                                     |
| I Waited For You                                                                | 3:30                                                                            | Dizzy Gillespie Walter Fuller                                                   |
| Kelo „Alternate Take“ der Session vom 20. April 1953                            | 3:24                                                                            | J. J. Johnson                                                                   |
| Enigma „Alternate Take“ der Session vom 20. April 1953                          | 3:24                                                                            | J. J. Johnson                                                                   |
| Ray’s Idea „Alternate Take“, schon auf der BLP 1502                             | 3:50                                                                            | J. J. Johnson                                                                   |
| Tempus Fugit „Alternate Take“, schon auf der BLP 1502                           | 3:58                                                                            | Bud Powell                                                                      |
| C.T.A. „Alternate Take“, vorher auf der BLP 1501                                | 3:16                                                                            | Jimmy Heath                                                                     |

## Würdigung
Scott Yanow zählt die drei Blue-Note-Sessions von Miles Davis aus den Jahren 1952, 1953 und 1954 zu den 17 wichtigsten Platten des Hardbop und als erste Platten, auf denen – trotz gradueller Übergänge – dieser Stil veröffentlicht wurde. Nach Thom Jurek geben sie ein präzises Bild des „raschen Rutschens“ von Davis in den Hardbop. Cook und Morton stellte zwar die Inkonsistenz dieses Albums fest, bemerkten aber auch, dass Davis hier die engen Grenzen des Small-Group-Bebop verlasse und die Erforschung einer ausgedehnten musikalischen Sprache fortsetze, was er mit dem Birth of the Cool-Ensemble begonnen habe.